# Бергбитен
Бергбитен (фр. Bergbieten) насеље је и општина у источној Француској у региону Алзас, у департману Доња Рајна која припада префектури Молсхајм.
По подацима из 2011. године у општини је живело 676 становника, а густина насељености је износила 159,43 становника/km². Општина се простире на површини од 4,24 km². Налази се на средњој надморској висини од 180 метара (максималној 272 m, а минималној 178 m).

## Демографија
| 1962. | 1968. | 1975. | 1982. | 1990. | 1999. | 2011. |
| ----- | ----- | ----- | ----- | ----- | ----- | ----- |
| 365   | 394   | 366   | 398   | 459   | 517   | 676   |

График промене броја становника у току последњих година